# Ignosticizam
Ignosticizam ili igteizam je teološka pozicija koja tvrdi da sve ostale teološke pozicije (uključujući agnosticizam) previše toga pretpostavljaju o konceptu Boga, kao i o mnogim drugim teološkim konceptima. Ignosticizam kritikuje bilo kakav razgovor o Bogu i religiji, započet prije uspostave jasnih definicija. Termin je skovao Sherwin Wine, rabin i začetnik humanističkog judaizma.
Ignosticizam se može definisati kao spoj sljedeća dva pogleda:
1) Prvi pogled kaže da se, prije no što se krene u valjanu raspravu o postojanju Boga, mora uspostaviti koherentna definicija Boga. Nadalje, ako se istina ili laž te definicije ne može utvrditi, ignostik zauzima teološki nekognitivistički stav da je pitanje postojanja Boga (u odnosu na tu specifičnu definiciju) beznačajno (teološki nekognitivizam argumentuje da su religiozni jezik i riječi poput riječi „Bog“ kognitivno beznačajne). U ovom se slučaju ne smatra koncept Boga beznačajnim, ; već se termin „Bog“ smatra beznačajnim.
2) Drugi pogled je istovjetan s teološkim nekognitivizmom i proglašava pitanje Božjeg postojanja besmislenim, preskačući pitanje „Na što mislimo kada kažemo 'Bog'?“.
Ignostici tvrde da je nemoguće proglasiti se teistom ili ateistom, dok se ne uspostavi bolja definicija teizma.
Pojednostavljena maksima kaže: „Ateist bi rekao, 'Ja ne vjerujem da Bog postoji'; agnostik bi rekao, 'Ne znam postoji li Bog ili ne'; a ignostik bi rekao, 'Ne znam na što vas dvojica mislite kada kažete, „Bog postoji (ili ne postoji)“'.“
Drange naglašava da je bilo kakav stav o „Postoji li Bog?“ zauzet u kontekstu određenog koncepta o onome što pojedinac misli da „Bog“ predstavlja.

## Literatura
- Armstrong, Karen (1993). A History of God. New York: Alfred A. Knopf. ISBN 978-0-679-42600-4.
- Ayer, A. J. (1952) [1936]. „Critique of Ethics and Theology”. Language, Truth and Logic. New York: Dover Publications. ISBN 978-0-486-20010-1. LCCN 52-0 – 000.
- Conifer, Steven J. (2002), „Theological Noncognitivism Examined”, The Interlocutor, 4, Архивирано из оригинала 23. 1. 2004. г., Приступљено 24. 5. 2007
- Cousens, Myrna Bonnie, ed., "God", Guide to Humanistic Judaism, Society for Humanistic Judaism
- Drange, Theodore (1998). „Atheism, Agnosticism, Noncognitivism”. Internet Infidels. Приступљено 26. 3. 2007.
- Hanisch, Helmut (21. 10. 2002). „Children's and Young People's Drawings of God”. Приступљено 26. 4. 2007.
- Kurtz, Paul (1992). The New Skepticism: Inquiry and Reliable Knowledge. Buffalo: Prometheus Books. ISBN 978-0-87975-766-3.
- Rauch, Jonathan (2003), „Let It Be”, The Atlantic, св. 291 бр. 4, Приступљено 24. 5. 2007
- Spiegel, Irving (20. 6. 1965). „Jewish 'Ignostic' Stirs Convention; Dropping of 'God' in Service Deplored and Condoned”. New York Times. стр. 62.